# NK Primorac Šmrika
NK Primorac je nogometni klub iz grada Šmrike. Klupski su prostori na adresi Kuntija 1, Šmrika.
Osnovan je 1953. godine.
Primorac iz Šmrike već godinama igra samo s mlađim uzrasnim kategorijama. Nakon što se poslije dvije godine latentnog mirovanja, 2013. i 2014., NK Kraljevica ponovo aktivirao, povezao se s Primorcem iz Šmrike. 
Primorčeve uzrasne kategorije su stariji morčići i mlađi pioniri. Natječu se i u županijskom prvenstvu u malom nogometu.

## Vanjske poveznice
- Facebook NK Primorac, Šmrika